# Bevrijdingsmonument Lekkerkerk
Het bevrijdingsmonument in de Nederlandse plaats Lekkerkerk is een monument ter nagedachtenis aan de bevrijding van de Duitse bezetting.

## Achtergrond
Eind 1954 wilde men een herdenkingsmonument laten oprichten in Lekkerkerk. De Rotterdamse beeldhouwster Hank Hans kreeg in 1955 de opdracht een ontwerp te maken. Toen de uitvoering daarvan uitbleef, stuurde de gemeente er in 1958 een advocaat achteraan en werd Hans in gebreke gesteld. Ze gaf aan dat zij er door onder andere ziekte in de familie en een tijdelijk verblijf in het buitenland niet aan toe was gekomen. Ze voltooide het beeld alsnog, dat in 1959, op Bevrijdingsdag, werd onthuld door burgemeester M.J. Muller. Het verbeeldt "twee figuren die naar elkaar gebogen staan, met aan hun voeten een verslagen roofvogel. Met gezamenlijke krachtinspanning hebben zij de vijand verslagen, de herwonnen vrijheid houdt hen bijeen". Het oorlogsmonument is geplaatst naast de entree van de Grote of Johanneskerk.
In 1995 werd bij het gemeentehuis het beeld 50 jaar vrijheid van Jan de Graaf geplaatst (later verplaatst naar het Baanderspark).

## Beschrijving
Het monument toont een beeldengroep van twee mannen ten voeten uit, met tussen hen in een dode adelaar. De groep is uitgevoerd in Frans kalksteen. Het beeld staat op een eenvoudige betonnen sokkel.